# Antonín Franta
Antonín Franta (16. listopadu 1939 Brno – 29. srpna 2013 tamtéž) byl český fotbalový útočník a trenér.

## Hráčská kariéra
Odchovanec hornoheršpické Lokomotivy hrál v československé lize za Spartak KPS Brno na jaře 1962 (04.03.1962–15.07.1962) a vstřelil dva prvoligové góly (podrobně zde). Za Lokomotivu Horní Heršpice nastupoval do konce podzimu 1961 v I. třídě Jihomoravského kraje. Byl prvním odchovancem Lokomotivy Horní Heršpice, který se objevil v I. fotbalové lize.
Ve středu 25. října 1967 vstřelil gól, kterým byl v Králově Poli vyřazen obhájce Československého poháru, mužstvo Spartaku Trnava. Třetiligoví domácí v tomto utkání zaskočili vysoce favorizovaného soupeře, který se na jaře 1968 stal poprvé mistrem ligy. Trnavští nastoupili v kompletní sestavě až na J. Adamce, jehož nahradil Martinkovič. Jediná branka zápasu padla ve 13. minutě.
Z Králova Pole přestoupil do Moravské Slavie Brno, odkud se vrátil do Horních Heršpic a hráčskou kariéru uzavřel v Sokolu Bystrc-Kníničky.

### Reprezentace
V dorosteneckém věku reprezentoval Československo.

### Prvoligová bilance
| Ročník          | Zápasy | Góly | Minuty | Klub                |
| --------------- | ------ | ---- | ------ | ------------------- |
| I. liga 1961/62 | 13     | 2    | 1 170  | TJ Spartak KPS Brno |
| CELKEM I. LIGA  | 13     | 2    | 1 170  |                     |

## Trenérská kariéra
Po skončení hráčské kariéry se stal trenérem. V Horních Heršpicích se věnoval výchově mládeže. Trénoval také v Zetoru Brno.